# 拉特朗聖若望學院
拉特朗聖若望學院（Colegio de San Juan de Letran，縮寫：CSJL）是一所位於菲律賓的私立道明會教育機構，成立於1620年。它是菲律賓最古老的學院，也是亞洲最古老的二級教育機構。 該學院由道明會擁有、管理，歷史上有許多名人出自此地。 學校的主保聖人是施洗約翰，女主保聖人是玫瑰聖母。學院現在王城區和卡蘭巴有兩個校區。
除去文理和科學院、商業和會計學院之外，該學院也提供中學、高中級別的教育。

## 歷史

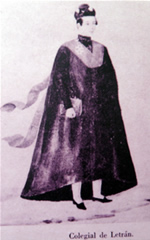
St. Vicente Liem dela Paz, O.P.，拉特朗的校友，他是一名18世紀越南學者

該學院的名稱來自於羅馬的拉特朗聖若望大殿， 在1620創立以來的早期歷史上，該學院享有該座堂的許多特權。創始人是退休的西班牙軍官及聖若望騎士團團員Don Juan Geromino Guerrero，最初其校址就在王城區，稱作“Colegio de Niños Huerfanos de San Juan de Letran”。當時的目的是教導孤兒成為虔誠的基督徒。
1633年4月23日，Fray Diego de Santa Maria, O.P.創立了“Colegio de Huerfanos de San Pedro y San Pablo.”，後來此學院與Don Guerrero的學院合併。1706年菲律賓地方的道明會決定將其改名為“Colegio de San Juan de Letran”，同時也以此紀念其創始人Don Guerrero。
1886年，當時的校長Fr. Bernardino Nozaleda決定將學院重組并採取歐式教育，使其形成低、中、高三級。 1894年學院擴建，1900年代由於美西戰爭中美國獲勝而將學校做了相應的一些調整。

## 外部連結
- Official website of Colegio de San Juan de Letran- Intramuros, Manila （页面存档备份，存于）
- Official website of Colegio de San Juan de Letran- Calamba, Laguna （页面存档备份，存于）
- Official website of Colegio de San Juan de Letran- Abucay, Bataan
- Official website of Letran Alumni Association, Inc. (Ex-Alumnos de Letran)